# Aleksander Wrona
Aleksander Wrona (* 11. Mai 1940 in Wróblowice; † 19. September 2022) war ein polnischer Hockeyspieler.
Aleksander Wrona spielte von 1955 bis 1974 für den AZS Katowice. Zudem belegte er mit der polnischen Hockeynationalmannschaft bei den Olympischen Spielen 1972 in München den 11. Platz.